# Leif Olberius
Leif Olberius, född 1966 i Stockholm, illusionist, skådespelare och regissör.
Leif Olberius är en av medlemmarna i illusionistgruppen "Whoops Entertainment", han började trolla redan som sjuåring, med fingerfärdighet som specialitet. Professionell illusionist sedan 1997. Han har regisserat och hjälpt många andra trollkarlar. Tidigare konstnärlig ledare för Teater Satori tillsammans med Mikael Lidén. Leif var även under flera år juniorkontaktman i Svensk Magisk Cirkel, där han hjälpte unga människor att utvecklas inom trolleriet.

## Biografi

### Föreställnignar
Under 2016 hade Leif Olberius trolleriföreställning "Förlorad Plats" premiär på Yxmedsgränd 1 i Gamla Stan i Stockholm. Föreställningen var en kombination av trolleri och teater i monologform.
- Förlorad Plats - 2016[1]
- Resan Bort - 2017[2]

### Fotnoter
1. ↑  ”forloradplats”. forloradplats.com. http://forloradplats.com/. Läst 19 juli 2021.
2. ↑  ”magictheatrecompany.com”. magictheatrecompany.com. Arkiverad från originalet den 19 juli 2021. https://web.archive.org/web/20210719191129/https://magictheatrecompany.com/index.html. Läst 19 juli 2021.